# أدب سنغمي

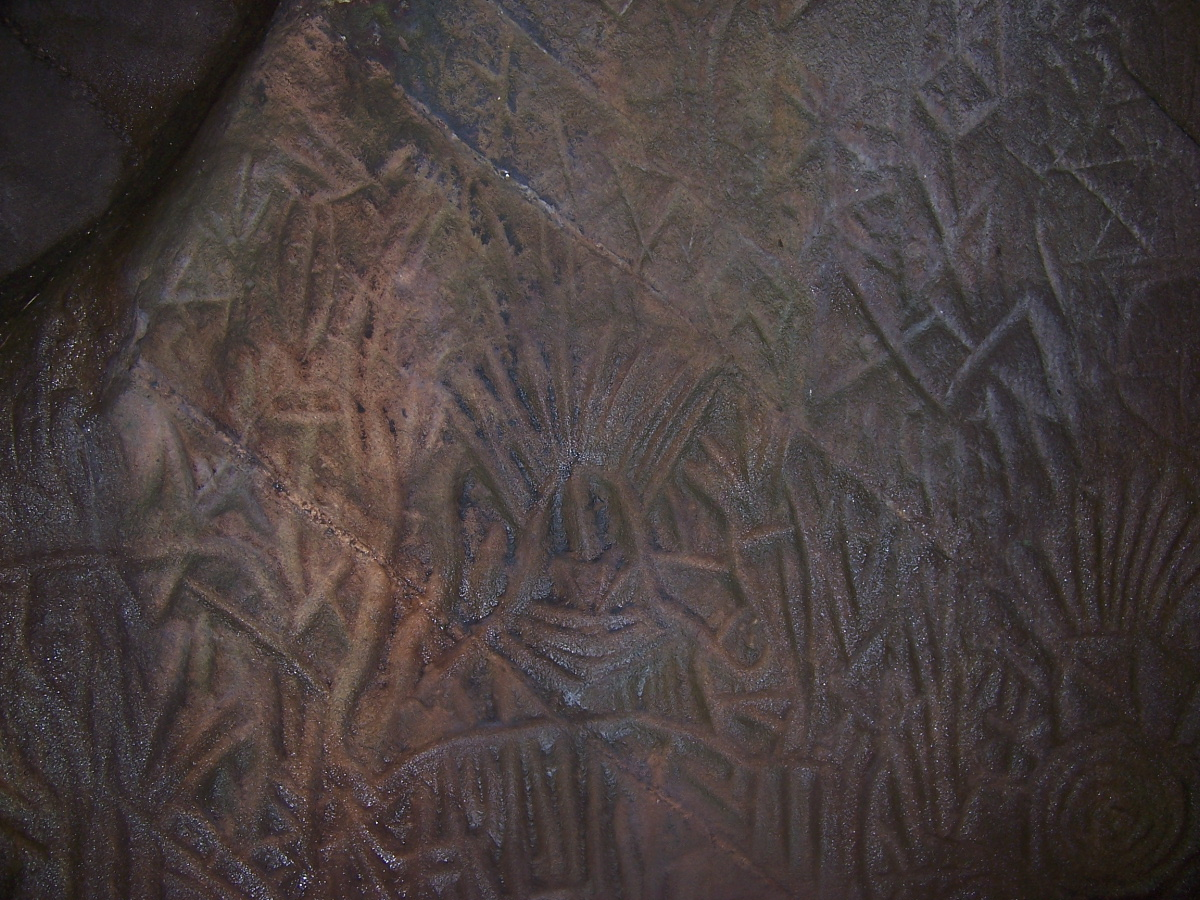

الأدب السنغمي (بالإنجليزية: Sangam literature، بالتاميلية: சங்க இலக்கியம்) مصطلح يشير إلى الأدب التاميلي القديم، وهو أقدم أدب معروف في جنوب الهند. ويربطه التراث والأساطير التاميلية بثلاثة تجمعات أدبية قرب مادوراي (عاصمة بانديا): أولها يعود إلى أكثر من 4440 عامًا، والثاني إلى أكثر من 3700 عامًا، والثالث إلى أكثر من 1850 عامًا قبل بدء الحقبة العامة. ويعتبر الباحثون أن هذا التأريخ التاميلي القائم على التراث التقليدي خرافي وغير صحيح تاريخيًا، ويقترح بعضهم أن الفترة التاريخية للأدب السنغمي امتدت من عام 300 ق.م. إلى عام 300 م، في حين يُرجع آخرون فترة الأدب التاميلي الكلاسيكي المبكرة هذه إلى تاريخ أقدم قليلًا ويعينون لها مدة أقل طولًا لكنها تنتهي وفقًا للجميع قبل عام 300 م. ووفقًا للباحث كاميل زفيليبيل، المتخصص بالأدب والتاريخ التاميلي، فإن أكثر امتداد تاريخي مقبول للأدب السنغمي يقع بين عامي 100 ق.م. و250 م، بناءً على النواحي الألسنية والعَروضية وشبه التاريخية التي تتضمنها النصوص والنبذات التي تتحدث عنها.
طوى النسيان الأدب السنغمي لمعظم الألفية الثانية من الحقبة العامة، لكنه كان محفوظًا في الأديرة الهندوسية، ولا سيما تلك التي ترتبط بالشيفاوية من بينها قرب بلدة كومباكونام، وأعيد ا كتشافه على يد باحثي عهد الاستعمار في أواخر القرن التاسع عشر. تتألف المجموعة السنغمية التي أعيد اكتشافها من النصوص الشعرية بمعظمها، وتضم نصًا قديمًا مكتوبًا بأقدم شكل معروف من قواعد اللغة التاميلية (تولكابيام) وأنثولوجيا إيتوتوكاي («المجموعات الثماني») وأنثولوجيا باتوباتو («الأغاني العشر»). وتشيع تسمية الأدب التاميلي الذي تبع الفترة السنغمية –بعد عام 250 ق.م. وقبل عام 600 م- باسم الأدب «بعد السنغمي».
تضم المجموعة 2381 قصيدة باللغة التاميلية كتبها 473 شاعرًا، منهم نحو 102 شاعرًا مجهولًا. ومن بين هؤلاء، ثمة 16 شاعرًا يُنسب إليهم نحو 50% من الأدب السنغمي المعروف، مع مساهمة كابيلار –أعزر الشعراء إنتاجًا- وحده بأقل من 10% بقليل من مجمل النصوص، وتتنوع أطوال هذه القصائد بين 3 أسطر و782 سطرًا. وتدور معظم مواضيع شعر الفترة السنغمية حول الحب (أكام) والحرب (بورام)، باستثناء القصائد الأقل طولًا، كما في مجموعة باريباتال، ذات المواضيع الميالة إلى الدين والتي تمجد الآلهة فيشنو وشيفا ودورجا وكارتيكيا (مورغن).
وعن أهمية هذه القصائد، يقول زفيليبيل مقتبسًا من الشاعر أ. ك. رامانوجان: «لا يوجد في أي منتج من الأدب الهندي ما يضاهي هذه القصائد التاميلية الهادئة والدرامية مما سبقها أو عاصرها. وهي تمثل شعرًا كلاسيكيًا ناضجًا في قيمها ومواقفها الفكرية: فالشغف تقابله الدماثة، والشفافية تقابلها السخرية وفوارق التصميم الدقيقة، والموضوعية تقابلها التفاصيل النابضة بالحياة، وتقشف السطر الشعري يقابله ثراء التضمين. ولا تجسد هذه القصائد أقدم دليل موجود على النبوغ التاميلي وحسب، بل إن التاميليين لم يكتبوا شيئًا أفضل منها خلال مجهودهم الأدبي الذي استمر 2000 عام».

## المصطلحات والتراث
تعني مفردة سنغم (بالإنجليزية: Sangam) حرفيًا «التجمع أو اللقاء أو الإخاء أو المدرسة». ووفقًا لديفيد شولمان، وهو باحث في اللغة والأدب التاميلي، فمن الاعتقاد السائد في التراث التاميلي أن الأدب السنغمي نشأ منعزلًا في العصور القديمة على ثلاث فترات، كل منها امتدت على عدة ألفيات. وترتبط الفترة الأولى بالإله الهندوسي شيفا وابنه مورغن وكوبيرا إلى جانب 545 من الحكماء من بينهم شاعر ريجفدا الشهير أغاستيا. وتمتد المدرسة الأولى –وفقًا للأسطورة- على 4 ألفيات، وكانت تقع بعيدًا نحو الجنوب من مدينة مادوراي الحديثة، الموقع الذي «ابتلعه البحر» في ما بعد، حسب أقوال شولمان. أما المدرسة الثانية، التي ترأسها أغاستيا الذي امتد به العمر طويلًا جدًا، فكانت قرب كاباتابورام على الساحل الشرقي واستمرت ثلاث ألفيات، وابتلعتها الفيضانات. وبحسب الأسطورة، فقد نجا العملان المعنونان أكاتيام وتولكابيام من المدرسة السنغمية الثانية وأرشدا باحثي المدرسة السنغمية الثالثة.
وثمة تفسير نثري وضعه ناكيرانار –نحو القرن الثامن الميلادي على الأغلب- يصف هذه الأسطورة، غير أن أقدم ذكر معروف للأسطورة السنغمية يرد في «تيروبوتور تانتاكام» لـ أبار نحو القرن السابع الميلادي، في حين ترد نسخة موسعة في «تيروفيلاياتال بورانام» الذي كتبه بيرومباراب نامبي في القرن الثاني عشر. وتقول الأسطورة إن المدرسة السنغمية الثالثة التي تكونت من 449 باحثًا شعريًا قد استمرت طيلة 1850 عامًا في شمالي مادوراي (مملكة بانديا). ووضع قائمة من ست مجموعات أنثولوجيا من القصائد التاميلية (أصبحت لاحقًا جزءًا من إيتوتوكاي):
- نيتونتوكاي نانورو (400 قصيدة طويلة)
- كورونتوكاي أنورو (400 قصيدة قصيرة)
- ناريناي (400 قصيدة تيناي تصف الطبيعة)
- بورانانورو (400 قصيدة خارجية)
- أينكورونورو (500 قصيدة قصيرة جدًا)
- باتيروباتو (10 قصائد من 10 أسطر)

وقد اعتبر المؤرخون مزاعم السنغميين هذه ووصف أراضي كوماري كاندام الغارقة أمرًا طائشًا، وأكد المؤرخون البارزون مثل كاميل زفيليبيل أن استخدام مصطلح «الأدب السنغمي» في وصف هذه الأعمال الأدبية هو استخدام مغلوط ويجب الاستعاضة عنه بمصطلح الأدب الكلاسيكي. وبحسب شولمان: «لا يوجد أقل دليل على أن أي من هذه المدارس الأدبية [السنغمية] قد وُجدت يومًا»، على الرغم من وجود العديد من آثار بانديا المكتوبة التي تتحدث عن مدرسة باحثين. ويسلط شولمان الضوء من بينها على مخطوط سينامانور من القرن العاشر، الذي يأتي على ذكر ملك من ملوك بانديا رعى «ترجمة ملحمة مهابهاراتا إلى اللغة التاميلية» وأسس «مدرسة سنغمية في مادهورابوري (مادوراي)».
وبحسب زفيليبيل، هناك شيء من الواقع في الأسطورة، وجميع الأدلة الأدبية تفضي إلى استنتاج أن «مدرسة مماثلة قد وُجدت بالفعل في مادوراي في فجر العهد المسيحي». ويؤكد التجانس الظاهر في عَروض هذه القصائد ولغتها وموضوعاتها أن الأدب السنغمي كان جهدًا جماعيًا، أو «شعرًا كتبته مجموعة». ويُشار أحيانًا إلى الأدب السنغمي أيضًا بمصطلحات من قبيل سانغا إيلاكيام أو «شعر العصر السنغمي».

## المؤلفون
كُتب الأدب السنغمي بواسطة 473 شاعرًا، كان من بينهم نحو 102 من مجهولي الهوية. وبحسب نيلاكانتا ساستري، فهؤلاء الشعراء انتموا إلى خلفيات متنوعة: إذ كان بعضهم من الأسرة الملكية، وآخرون من التجار ومن طبقة البراهمة ومن الفلاحين، وكان من بين الشعراء 27 امرأة على الأقل. وقد ظهر هؤلاء الشعراء –بحسب نيلاكانتا ساستري– في بيئة كان المجتمع التاميلي فيها قد تفاعل مع الهنود الشماليين (الهندوآريين) والتحم بهم بشكل كامل فتشارك الطرفان الأساطير والقيم والأعراف الأدبية.